# جورج آدمز (بصرياتي)
جورج آدمز (بالإنجليزية: George Adams)‏

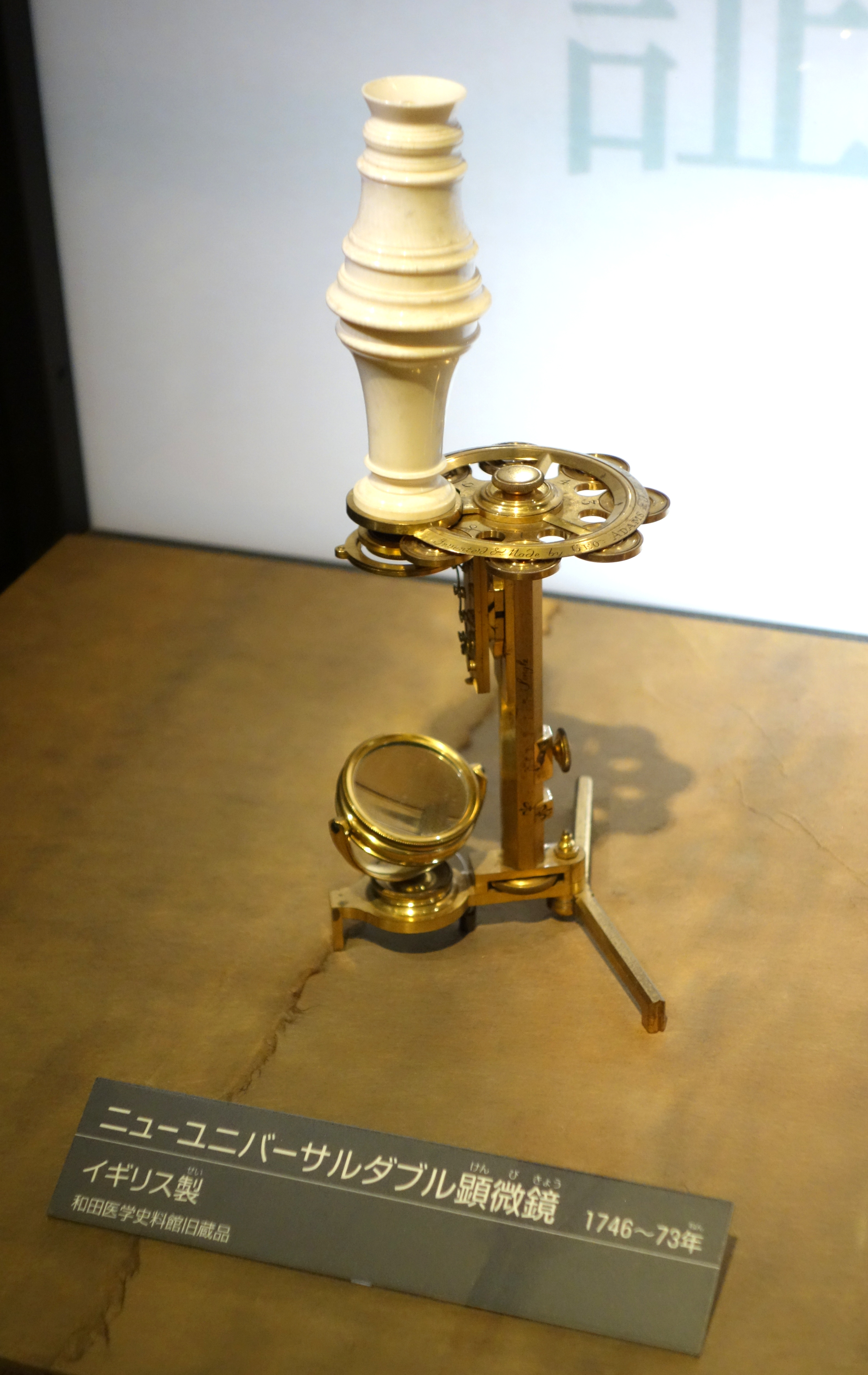
مجهر جورج آدمز في المتحف الوطني للطبيعة والعلوم في طوكيو.

ولدى سنة 1709 و توفيا سنة 1773 هو صانع أدوات إنجليزي وكاتب علمي، إبنه جورج آدمز هو الذي كان يقوم بالأعمال، وكان أيضاً صانع أدوات وأخصائي عيون.

## حياته
كان جورج آدمز الابن الأكبر الباقي على قيد الحياة لموريس آدمز وزوجته ماري، وتعمد في 1709، وكان متدرب ليكون صانع أدوات مع جيمس باركر الذي توفي وتومس هليث، وقد ذهب للعمل سنة 1734 في شارع فليت في لندن .

## مؤلفاته
كان آدمز قد اشتهر بسبب مقالته وصف البناء وشرح الاستخدام للسماوات الجديدة والأرض ، وكان هناك في وقت لاحق طبعات أخرى، ولكن الإدعائات لم يتم قبولها.

## روابط خارجية
- تاريخ العائلة
- رياضيات ضبط الأدوات